# Premió
Premió es un lugar que pertenece a la parroquia de Trasmonte en el concejo de Las Regueras (Principado de Asturias). Se encuentra a 242 m s. n. m. y está situada a 8 km de la capital del concejo, Santullano. 

## Población
En 2020 contaba con una población de 72 habitantes (INE 2020) repartidos en un total de 36 viviendas.